# عهد (رمان)
عهد (به انگلیسی: The Promise) نام رمانی اثر نویسنده اهل آفریقای جنوبی، دیمون گالگوت است که در ماه می ۲۰۲۱ توسط انتشارات پنگوئن رندوم هاوس آفریقای جنوبی منتشر شد.
این رمان در نزدیکی پرتوریا، در سال ۱۹۸۶، دوران گذار آفریقای جنوبی از آپارتاید، آغاز می‌شود و داستان سه خواهر و برادر به نام‌های آنتون (۱۹ ساله)، آسترید (۱۷ ساله) و آمور (۱۳ ساله) را روایت می‌کند که پس از مرگ مادرشان، ریچل، بر اثر سرطان، ارتباط خود را از دست می‌دهند. داستان به عهدی می‌پردازد که شوهر آفریقایی اش، مانی، قبل از مرگش به او داده بود: اینکه سالومه، خدمتکار سیاه‌پوست خانواده، مالکیت کامل خانه‌ای را که با خانواده‌اش در آن زندگی می‌کند، دریافت کند. این رمان به چهار بخش تقسیم شده‌است که هر بخش تقریباً با یک دهه از هم جدا شده‌است و هر یک به مرگ نابهنگام یکی از اعضای خانواده تمرکز دارد

## جوایز و افتخارات
- ۲۰۲۱ برنده جایزه ادبی من بوکر[۸]